# انتخابات الجمعية التشريعية لأتر برديش 2022
انتخابات الجمعية التشريعية لأتر برديش 2022 (بالأردية: اترپردیش مجلس قانون ساز کے انتخابات، 2022ء، بالإنجليزية: 2022 Uttar Pradesh Legislative Assembly election): هي انتخابات أقيمت في الفترة من 10 فبراير إلى 7 مارس 2022 على سبع مراحل؛ لانتخاب جميع أعضاء الجمعية التشريعية الثامنة عشرة لأتر برديش. تم فرز الأصوات وإعلان النتائج في 10 مارس 2022.

## خلفية
كان من المقرر أن تنتهي فترة الجمعية التشريعية لأتر برديش في 14 مايو 2022. أُجريت انتخابات الجمعية السابقة في شهري فبراير ومارس 2017. بعد الانتخابات، شكل حزب بهاراتيا جاناتا حكومة الولاية، وأصبح يوغي إدياتناث رئيسًا للوزراء.